# Mikael Jepson
Mikael Jepson, noto anche solo come Jepson (Växjö, 24 luglio 1974), è un cantante, chitarrista e compositore svedese, musicista del gruppo musicale svedese The Ark, showman e imprenditore.

## Infanzia, adolescenza e preparazione
Jepsson Björn-Lagel - in arte "Jepson" - Mikael nasce il 24 luglio 1974 a Växjö come primogenito dai conviventi della contea di Kronoberg (situata nell'interland svedese) Ulla Mikael, sarta, e Björn Svendotter Olsson, idro-elettricista.
Pur essendo nato nella cittadina di Växjö, capoluogo della provincia dello Småland facente parte della contea di Kronoberg come sopracitato, Jepson cresce nella piccola fattoria di famiglia a Rottne, un paese poco distante dal capoluogo totalmente immerso nella suggestiva natura nordica, proprio nel fulcro della fiabesca Terra dei Laghi svedese (nasce infatti sulle rive del Lago Sörabysjön) il che ha avuto un ruolo fondamentale nella formazione dell'artista.
La madre dichiara che già dall'età di 2 anni divenne molto chiaro che Jepson iniziava a mostrare attitudini artistiche; cantava ancor prima di imparare a parlare. Frequentò sin dai 5 anni un corso di danza a Växjö per bambini fino al termine delle scuole elementari, e a 8 iniziò ad avvicinarsi professionalmente alla musica grazie alla chitarra regalatagli dal padre e prendendo lezioni private che il suo maestro ritenne fosse opportuno impartirgliele gratuitamente, a causa della situazione economica familiare poco favorevole. A 9 anni partecipò al suo primo festival canoro del paese in cui si esibì in alcune canzoni dei Queen, vincendo il primo premio. A 10, partecipò nuovamente al festival vincendo nuovamente il primo premio, tanto che la giuria chiese alla madre di non iscriverlo anche l'anno successivo in modo da permettere ad altri concorrenti di vincere. Cominciò comunque a partecipare ad altre gare musicali della provincia, impressionando pubblico e giuria e vincendole più volte. A 11 anni la scelta più saggia fu quella di iscrivere il giovane talento all'Accademia di arte drammatica di Växjö nella sezione musical per perfezionare quindi anche le sue innate doti canore e sceniche oltre che strumentistiche. Sul bus della scuola media, conobbe Ola Salo e Lars Ljunberg, con i quali iniziò una forte e profonda amicizia che li portò a fondare insieme la band che divenne poi la maggiore band di Svezia nel nuovo millennio, i The Ark. (Nome dato dal loro desiderio d'evasione, dalla voglia di trasgredire tipica di un animo ribelle ed anticonformista, di costruire un'Arca che potesse accogliere chiunque volesse salvarsi da pregiudizi e luoghi comuni, battendo i limiti del pudore e del buongusto)
A 13 anni Jepson iniziò a fare il venditore ambulante di cd nella zona, per mantenersi gli studi artistici; intanto, i The Ark avevano già aggiunto un quarto componente, il batterista Martin Rosengardten, cugino svedese del celebre musicista e leader dei fiamminghi Hooverphonic Alex Callier. Rosengardten abbandonò poi la band prima di arrivare al successo, intorno al 1998, sostituito da Sylvester Schlegel. Insieme al gruppo, Jepson registrava le sue prime canzoni nel garage di casa Salo, e pochi anni dopo erano già in giro per la Svezia sperando di essere notati da qualche produttore e spedendo decine di musicassette alle case discografiche. Purtroppo per loro, quegli anni furono esclusivamente di gavetta e di stenti, nonostante l'impegno messo in ciò che facevano e l'indubbio talento dei ragazzi. 
A 17 anni, Jepson iniziò una scuola di portamento per diventare modello; non a caso per conseguire il diploma presso l'Istituto tecnico infermieristico fu costretto a svolgere diverse mansioni tra cui l'indossatore per piccoli negozi della zona, il gelataio d'estate, lezioni private di chitarra d'inverno, lezioni di danza moderna per principianti.

## Gli inizi della carriera
All'età di 17 anni, Jepson riuscì a trasferirsi, insieme ai suoi fedeli compagni, a Växjö, dove terminò gli studi e si dedicò totalmente alla sua carriera musicale. Successivamente divenne tecnico del suono per SVT. Un paio di anni dopo si trasferì a Malmö, capoluogo della contea costiera Scania - confinante con la capitale danese Copenaghen - e terza città di Svezia per dimensioni oltre che centro della movida svedese e del commercio nazionale. Fu proprio questo che spinse i ragazzi a scegliere Malmö; non dispersiva come la capitale, Stoccolma, ma ugualmente attiva e al passo coi tempi.
All'inizio, la nuova vita fu forse peggio della prima - afferma lo stesso Jepson - in quanto non vi era nemmeno il sostegno dei parenti e, abituati alla realtà rurale, tutto sembrava "immenso". Jepson fu assunto come tecnico del suono per uno stipendio minimo; Lars, in arte "Leari", faceva il commesso in una biblioteca (da cui il futuro batterista Sylvester prendeva i libri che nessuno voleva per venderli in strada); Ola era un supporter di teatro e nel frattempo era l'unico con possibilità finanziarie tali da seguire l'Università di Filosofia, alla quale si laureò 4 anni dopo.
I tre vissero in un monolocale decentrato per alcuni anni, ma noncuranti delle difficoltà, suonavano ogni giorno e si esibivano ovunque vi fosse uno spazio. Talvolta erano chiamati come band di spalla di alcune band scandinave più importanti, come Aqua e Roxette, non potendo certo immaginare che il loro successo sarebbe stato ben maggiore di queste in futuro. Intorno al 1996 incisero un mini album, un EP, contenente diverse cover ed alcune canzoni di loro creazione, ma evidentemente erano ritenuti "sprovveduti" e senza agganci per essere tenuti in seria considerazione e quindi reclutati in una casa discografica ad ampio respiro non a caso riuscirono ad ottenere un contratto solo con la Energy Records, una piccola casa di produzione nazionale. Conobbero poi il quinto ed ultimo componente del gruppo, Martin Axén, che li incoraggiò molto e venne reclutato nella band. Ma la loro carriera non decollava, tanto che nel 1999 erano sul punto di abbandonare Malmö per tornare alla modesta vita di Växjö, dove cercarsi lavori normali più vicini alle loro famiglie e dove Jepson progettava di fare, a malincuore, l'infermiere come da titolo conseguito pur avendo coltivato per tutta la vita la convinzione di essere un grande musicista (a detta degli altri del gruppo, Jepson è sempre stato molto ottimista e sicuro di sé.
Ma il destino non volle questo per lui: volle invece che lui ed Ola guardassero il film The Idiots, realizzando ancora una volta l'importanza di essere pazzi e di tentarle tutte. Sulla base del motivetto cantato da Jepson e da sua madre durante la sua infanzia, i due sfornarono "It Takes a Fool to Remain Sane" (va ricordato che comunque la canzone è opera di Ola Salo), e fecero l'ultimo sforzo nel mandarla alla Virgin Jive Records, la prima casa discografica del mondo con sede a Stoccolma.
Poche settimane dopo, nel settembre del 1999, la risposta fu positiva: i discografici rimasero così sbalorditi dal pezzo che commissionarono alla band di presentare 11 brani per creare un album di debutto internazionale entro 3 mesi. Nel dicembre del 1999 i The Ark firmarono finalmente il contratto Virgin e a gennaio del nuovo millennio avrebbero dovuto iniziare le registrazioni nei prestigiosi studi della casa, data che subì un cambiamento a causa di un lutto in casa Mikael.
Le registrazioni iniziarono quindi a febbraio e terminarono ad aprile. L'album fu lanciato, come un vero boom, a inizio estate. Da quel momento la vita di Jepson cambiò tanto radicalmente da portarlo a dichiarare "Ho iniziato a credere nei miracoli". Entro pochi mesi comprò una nuova casa alla madre e alla sorella, oltre che per se stesso. Niente più bici, solo macchine costose. Niente più vacanze in campeggio, ma solo alberghi di lusso. E - per citare Leari - niente più piedi blu, ma solo scarpe di pelle nuove di zecca!

## Il successo
Il successo della figura di Jepson in patria e non solo, non è stato da poco. Ha sfilato per Versace e Cavalli a Stoccolma, notato da questi pochi mesi dopo il debutto internazionale nel 2000. Dal 2001 al 2004 è stato testimonial delle campagne pubblicitarie Dsquared². È stato conduttore ufficiale nel 2004 di En Ska Bort, noto programma di attualità svedese per 6 mesi, cosa che gli ha aperto le porte dello show business televisivo (non è raro vederlo ospitato su diversi canali come opinionista o special guest). Sin dal 2001 ha iniziato ad essere continuamente nominato Uomo più Sexy Nazionale da più di una rivista, tanto da essere diventato sex symbol indiscusso per i suoi connazionali. Nel 2005, grazie a questa fama, è stato scelto per la campagna pubblicitaria "Drink Milk" al fine di incentivare la vendita di latte in Svezia, campagna che fu ritenuta a breve un'oscenità e ritirata da tutti i cartelloni - la fotografia sponsor ritraeva uno Jepson molto ammiccante e praticamente nudo, indossava difatti un mini slip aderentissimo rosso fuoco che riprendeva il colore dei capelli e degli eccentrici stivali texani del medesimo colore, con in mano una pompa rosa, piuttosto spessa e dritta, dalla quale fuoriusciva una cascata di latte di cui Jepson aveva sporche le labbra mentre si tirava giù lo slip pressoché inesistente. L'immagine fu considerata talmente forte da generare un'ondata di proteste durissime, e da finire sui telegiornali. A detta dell'artista, comunque, il fine ha giustificato il mezzo poiché le vendite di latte in Svezia dopo l'accaduto si sono duplicate.
L'immagine fu considerata palesemente allusiva non solo al sesso orale ma anche alla forte e contemporaneamente ambigua sessualità della rockstar, che si dichiara eterosessuale, ma che si è prestata sempre volentieri a dare spettacolo con Ola Salo durante i loro concerti con baci e movenze assai spinti.
Nel 2003, gli fu ritirata la patente per circa un anno a causa di guida in stato di ebbrezza. Secondo alcuni dati, l'ebbrezza era tale da poter provocare, in un individuo poco avvezzo all'uso di alcol, una probabile intossicazione acuta da alcol.
Ma gli eccessi di Jepson non sono finiti qui; secondo alcune voci di corridoio, Jepson sarebbe stato durante la sua vita, sicuramente con più di 100 donne. Generalmente, è risaputo che predilige modelle e showgirl da cui ha avuto delle figlie.
Un filmato risalente al 2001 ma divulgato nel 2005 avrebbe portato non pochi problemi legali all'artista ed alla sua band poiché durante l'estate fu divulgato un video amatoriale in cui Jepson faceva ampio uso di hashish e marijuana ad una festa, mentre Ola cadde svenuto dopo aver, forse, preso una speedball. Fu proprio Jepson, come illustrato dal video, ormai sequestrato, a raccogliere prontamente Ola ed iniziare a schiaffeggiarlo e a trascinarlo fuori dalla folla di gente sconvolta per l'accaduto. Successivamente, Jepson ha rilasciato un'intervista in cui ha ammesso di fare sporadicamente uso di droghe leggere e di aver provato - ma di non consumare - la cocaina e le anfetamine, droghe che vengono offerte in gran quantità agli artisti dai lavoranti della discografia. Giura di non essersi mai "bucato", cosa credibile non solo per aver avuto figli, ma anche per essere risultato sempre negativo ai test. È probabile che Ola, nell'anno di pausa tra il 2006 e il 2007, abbia seguito una terapia anti droga, non a caso è parso essere molto più in forma al suo ritorno.
Nel tempo libero Jepson organizza serate in discoteca di notevole importanza con star internazionali, dove si diletta a fare il dj.
Nel 2005, inoltre, uscì in limited edition una collezione di oggetti firmati Jepson: un libriccino autobiografico, una linea di abbigliamento ed un profumo. La linea è stata chiamata Glitter in onore del Glam Rock, ovviamente.
Nel 2008 è uscita la sua linea di design per la casa, in cui ha voluto puntare, a sua detta, sul basic ma colorato. La linea, in Scandinavia, ha vendite di poco inferiori ad Ikea grazie anche ai prezzi ugualmente accessibili, ma viene comunque venduta discretamente anche in Nord America (è possibile ordinarla su internet e far recapitare i pezzi ovunque).
Già da tempo, afferma che al termine della sua carriera con i The Ark si darà alla produzione musicale fondando una casa discografica, già stabilita con il nome di Vicking Rocker Productions Recordings oltre che continuare ad essere un artista e showman a tutto tondo.